# Byrrhinus punctaticeps
Byrrhinus punctaticeps är en skalbaggsart som beskrevs av Maurice Pic 1927. Byrrhinus punctaticeps ingår i släktet Byrrhinus och familjen lerstrandbaggar. Inga underarter finns listade i Catalogue of Life.